# 张玉环
张玉环（1922年3月—2023年11月4日），男，直隶邢台人，中华人民共和国政治人物。曾任贵州省人大常委会主任。

## 生平
早年担任中共贵溪县委书记，后出任中共黄平县委书记。1956年，任中共黔东南地委书记。1980年，出任贵州省人民政府副省长。1985年，任贵州省人大常委会主任。2023年11月4日17时12分在贵阳逝世。